# Pascal-szimplex
A matematikában a Pascal-szimplex a Pascal-háromszög és a Pascal-gúla multinomiális tételen alapuló általánosítása tetszőleges dimenzióra.

## Általános Pascal-m-szimplex
Legyen m (m > 0) egy polinom tagjainak száma, és emeljük n-edik (n ≥ 0) hatványra.
Jelölje {\displaystyle \wedge ^{m}} a Pascal-m-szimplexet. Minden Pascal-szimplex egy félig végtelen objektum, ami komponenseinek végtelen sorozatát tartalmazza.
Jelölje {\displaystyle \wedge _{n}^{m}} ennek az n. komponensét. Ez egy véges (m − 1)-szimplex, aminek élhossza n. Ekvivalens jelöléssel {\displaystyle \vartriangle _{n}^{m-1}}.

### Azn. komponens
{\displaystyle \wedge _{n}^{m}=\vartriangle _{n}^{m-1}} az  m tagból álló polinom n-edik hatványának együtthatóiból áll:
{\displaystyle |x|^{n}=\sum _{|k|=n}{{\binom {n}{k}}x^{k}};\ \ x\in \mathbb {R} ^{m},\ k\in \mathbb {N} _{0}^{m},\ n\in \mathbb {N} _{0},\ m\in \mathbb {N} }
ahol {\displaystyle \textstyle |x|=\sum _{i=1}^{m}{x_{i}},\ |k|=\sum _{i=1}^{m}{k_{i}},\ x^{k}=\prod _{i=1}^{m}{x_{i}^{k_{i}}}}.

### Példa:∧4{\displaystyle \wedge ^{4}}
A Pascal-4-szimplex (A189225 sorozat az OEIS-ben) szelete k4 mentén. Az azonos színű pontok ugyanahhoz az altérhez tartoznak a pirostól (n = 0) a kékig (n = 3).

## Speciális Pascal-szimplexek

### Pascal-1-szimplex
A Pascal-1-szimplexnek nincsen más ismert neve.

#### n. elem
{\displaystyle \wedge _{n}^{1}=\vartriangle _{n}^{0}} egy pont, ami egy egy tagból álló, n-edik hatványra emelt polinom együtthatóit tartalmazza:
{\displaystyle (x_{1})^{n}=\sum _{k_{1}=n}{n \choose k_{1}}x_{1}^{k_{1}};\ \ k_{1},n\in \mathbb {N} _{0}}

##### Az△n0{\displaystyle \vartriangle _{n}^{0}}elrendezése
{\displaystyle \textstyle {n \choose n}}
ami mindenn-re egyenlő eggyel.

### Pascal-2-szimplex
{\displaystyle \wedge ^{2}} ismert, mint: Pascal-háromszög (A007318 sorozat az OEIS-ben).

#### n. komponens
{\displaystyle \wedge _{n}^{2}=\vartriangle _{n}^{1}} egy sor, ami egy két tagból álló polinom n. hatványának binomiális kifejtése:
{\displaystyle (x_{1}+x_{2})^{n}=\sum _{k_{1}+k_{2}=n}{n \choose k_{1},k_{2}}x_{1}^{k_{1}}x_{2}^{k_{2}};\ \ k_{1},k_{2},n\in \mathbb {N} _{0}}

##### Az△n1{\displaystyle \vartriangle _{n}^{1}}elrendezése
{\displaystyle \textstyle {n \choose n,0},{n \choose n-1,1},\cdots ,{n \choose 1,n-1},{n \choose 0,n}}

### Pascal-3-szimplex
{\displaystyle \wedge ^{3}} nem más, mint a Pascal-tetraéder (A046816 sorozat az OEIS-ben).

#### n. komponens
{\displaystyle \wedge _{n}^{3}=\vartriangle _{n}^{2}} háromszög egy 3 tagból álló polinom n-edik hatványának trinomiális együtthatói tartalmazza:
{\displaystyle (x_{1}+x_{2}+x_{3})^{n}=\sum _{k_{1}+k_{2}+k_{3}=n}{n \choose k_{1},k_{2},k_{3}}x_{1}^{k_{1}}x_{2}^{k_{2}}x_{3}^{k_{3}};\ \ k_{1},k_{2},k_{3},n\in \mathbb {N} _{0}}

##### Az△n2{\displaystyle \vartriangle _{n}^{2}}elrendezése
{\displaystyle {\begin{aligned}\textstyle {n \choose n,0,0}&,\textstyle {n \choose n-1,1,0},\cdots \cdots ,{n \choose 1,n-1,0},{n \choose 0,n,0}\\\textstyle {n \choose n-1,0,1}&,\textstyle {n \choose n-2,1,1},\cdots \cdots ,{n \choose 0,n-1,1}\\&\vdots \\\textstyle {n \choose 1,0,n-1}&,\textstyle {n \choose 0,1,n-1}\\\textstyle {n \choose 0,0,n}\end{aligned}}}

## Tulajdonságok

### A komponensek öröklődése
{\displaystyle \wedge _{n}^{m}=\vartriangle _{n}^{m-1}} szám szerint megegyezik {\displaystyle \vartriangle _{n}^{m}=\wedge _{n}^{m+1}} (m − 1)-lapjával (számuk m + 1):
{\displaystyle \wedge _{n}^{m}=\vartriangle _{n}^{m-1}\subset \ \vartriangle _{n}^{m}=\wedge _{n}^{m+1}}
Ennélfogva {\displaystyle \wedge ^{m+1}} (m + 1)-szer tartalmazza {\displaystyle \wedge ^{m}}-t:
{\displaystyle \wedge ^{m}\subset \wedge ^{m+1}}

#### Példa
```
        

  

    

      

        

          
∧

          

            
1

          

        

      

    

    
{\displaystyle \wedge ^{1}}

  

         

  

    

      

        

          
∧

          

            
2

          

        

      

    

    
{\displaystyle \wedge ^{2}}

  

        

  

    

      

        

          
∧

          

            
3

          

        

      

    

    
{\displaystyle \wedge ^{3}}

  

         

  

    

      

        

          
∧

          

            
4

          

        

      

    

    
{\displaystyle \wedge ^{4}}

  

  

    

      

        

          
∧

          

            
0

          

          

            
m

          

        

      

    

    
{\displaystyle \wedge _{0}^{m}}

  

     1          1          1          1

  

    

      

        

          
∧

          

            
1

          

          

            
m

          

        

      

    

    
{\displaystyle \wedge _{1}^{m}}

  

     1         1 1        1 1        1 1  1
                              1          1

  

    

      

        

          
∧

          

            
2

          

          

            
m

          

        

      

    

    
{\displaystyle \wedge _{2}^{m}}

  

     1        1 2 1      1 2 1      1 2 1  2 2  1
                             2 2        2 2    2
                              1          1

  

    

      

        

          
∧

          

            
3

          

          

            
m

          

        

      

    

    
{\displaystyle \wedge _{3}^{m}}

  

     1       1 3 3 1    1 3 3 1    1 3 3 1  3 6 3  3 3  1
                            3 6 3      3 6 3    6 6    3
                             3 3        3 3      3
                              1          1
```

A fenti mátrix további tagjait az (A191358 sorozat az OEIS-ben) tartalmazza.

### Az oldallapok szimmetriája
Az {\displaystyle \wedge _{n}^{m+1}=\vartriangle _{n}^{m}} Pascal-szimplexet (m + 1)-szer {\displaystyle \vartriangle _{n}^{m-1}=\wedge _{n}^{m}} határolja:
{\displaystyle \wedge _{n}^{m+1}=\vartriangle _{n}^{m}\supset \vartriangle _{n}^{m-1}=\wedge _{n}^{m}}
Innen következik, hogy minden n-re minden i-lap numerikusan egyenlő a Pascal-(m > i)-szimplexek n. komponensével:
{\displaystyle \wedge _{n}^{i+1}=\vartriangle _{n}^{i}\subset \vartriangle _{n}^{m>i}=\wedge _{n}^{m>i+1}}

#### Példa
A Pascal-3-szimplex 3. komponensét három egyenlő sor határolja. Mindegyik két 0-lapban végződik (csúcsok):
```
2-szimplex   2-szimplexek 1-lapjai         1-lapok 0-lapjai

 1 3 3 1    1 . . .  . . . 1  1 3 3 1    1 . . .   . . . 1
  3 6 3      3 . .    . . 3    . . .
   3 3        3 .      . 3      . .
    1          1        1        .
```

Tehát minden m-re és n-re:
{\displaystyle 1=\wedge _{n}^{1}=\vartriangle _{n}^{0}\subset \vartriangle _{n}^{m-1}=\wedge _{n}^{m}}

### Az együtthatók száma
A Pascal-m-szimplex n. komponense ((m − 1)-szimplex) ennyi multinomiális együtthatót tartalmaz:
{\displaystyle {(n-1)+(m-1) \choose (m-1)}+{n+(m-2) \choose (m-2)}={n+(m-1) \choose (m-1)},}
azaz vagy az (n − 1). komponens ((m − 1)-szimplex) együtthatóinak darabszámának meg a Pascal-(m − 1)-szimplex n.-edik komponensének ((m − 2)-simplex) együtthatószámának összege, vagy az n. hatvány összes m részes partícióinak száma.

#### Példa
| m-simplex  | n komponens | n = 0 | n = 1 | n = 2 | n = 3 | n = 4 | n = 5 |
| ---------- | ----------- | ----- | ----- | ----- | ----- | ----- | ----- |
| 1-szimplex | 0-simplex   | 1     | 1     | 1     | 1     | 1     | 1     |
| 2-szimplex | 1-simplex   | 1     | 2     | 3     | 4     | 5     | 6     |
| 3-szimplex | 2-simplex   | 1     | 3     | 6     | 10    | 15    | 21    |
| 4-szimplex | 3-simplex   | 1     | 4     | 10    | 20    | 35    | 56    |
| 5-szimplex | 4-simplex   | 1     | 5     | 15    | 35    | 70    | 126   |
| 6-szimplex | 5-simplex   | 1     | 6     | 21    | 56    | 126   | 252   |

Ez a táblázat éppen a Pascal-háromszöget tartalmazza szimmetrikus Pascal-mátrix formájában.

### Szimmetria
A Pascal-m-szimplex n. komponense (m!)-szorosan térszimmetrikus.

### Geometria
Ha a k_1 ... k_m tengelyek ortogonálisak az m dimenziós térben, és a komponensek csúcsai ezekre a tengelyekre esnek, akkor a Pascal-m-szimplex csúcsa az origóban van.

### Numerikus konstrukció
Egy elég nagy szám hatványa tördelve megadja a Pascal-szimplexet:
{\displaystyle \left|b^{dp}\right|^{n}=\sum _{|k|=n}{{\binom {n}{k}}b^{dp\cdot k}};\ \ b,d\in \mathbb {N} ,\ n\in \mathbb {N} _{0},\ k,p\in \mathbb {N} _{0}^{m},\ p:\ p_{1}=0,p_{i}=(n+1)^{i-2}}
ahol {\displaystyle \textstyle b^{dp}=(b^{dp_{1}},\cdots ,b^{dp_{m}})\in \mathbb {N} ^{m},\ p\cdot k={\sum _{i=1}^{m}{p_{i}k_{i}}}\in \mathbb {N} _{0}}.

## Fordítás
Ez a szócikk részben vagy egészben  a   Pascal's simplex című angol Wikipédia-szócikk fordításán alapul.  Az eredeti cikk szerkesztőit annak laptörténete sorolja fel. Ez a jelzés csupán a megfogalmazás eredetét és a szerzői jogokat jelzi, nem szolgál a cikkben szereplő információk forrásmegjelöléseként.